# American Historical Association
De American Historical Association (AHA) is de oudste beroepsvereniging van historici in de Verenigde Staten en de grootste in zijn soort ter wereld. De AHA werd opgericht in 1884, en wil de geschiedschrijving ondersteunen door de academische vrijheid te verdedigen, professionele normen te ontwikkelen, studiebeurzen en innovatief onderwijs te ondersteunen, en het werk van historici te ondersteunen en te verbeteren.
De AHA publiceert het kwartaalblad American Historical Review, met wetenschappelijke artikelen en boekrecensies. De AHA is de belangrijkste organisatie voor historici die in de Verenigde Staten wonen en werken, terwijl de Organization of American Historians historici groepeert die studeren en onderwijzen over de Verenigde Staten.